# Jesús Calleja
Jesús González Calleja (Fresno de la Vega, Lleó, 11 d'abril de 1965) és un alpinista i aventurer espanyol.
Treballava en la seva terra natal de perruquer, com quasi tota la seva família de Lleó. Després i durant 16 anys ha estat treballant com a guia en expedicions per l'Himàlaia i pels Alps per Viajes Sanga, una agència de trekking i escalada d'Espanya.

## Desafío Extremo
La idea del programa de TV va sorgir baixant l'Everest, ho va passar tan malament buscant finançament per poder anar-hi que va pensar que si encadenava una sèrie d'aventures no hauria de condicionar-se a buscar diners cada cop que vulgués fer-ne alguna. El 2005 comença a treballar a Cuatro TV, on aconsegueix el seu propi programa: "Desafío Extremo", un espai ràpid, dinàmic i preparat perquè l'espectador s'identifiqui, tot al contrari que "Al filo de lo imposible".
| «                 | Jesús és un buscavides divertit que adora la muntanya però la desmitifica, i que dona bons i pràctics consells a qui, contagiat per la seva llibertat i la seva passió, vulgui llançar-se a l'aventura. Mitja hora amb ell és la millor teràpia per trencar amb la monotonia de la vida a la ciutat i l'estrés de la feina | » |
| — Desafío extremo | |   |

És criticat per utilitzar oxigen per pujar vuitmils com l'Everest.
| «               | jo sóc normal, i mai no podré escalar l'Everest sense oxigen, perquè no he nascut amb aquesta virtut que s'ha de tenir per viure allà dalt sense gas, però no per això sóc pitjor o millor que un altre alpinista que ho aconsegueix sense oxigen, i per això no permeto que ningú digui com he d'escalar una muntanya | » |
| — Jesús Calleja | |   |

## Altres "desafíos"
No totes les seves proeses estan recollides a la sèrie "Desafío Extremo". És de les poques persones que poden presumir d'haver descendit en ràfting el riu Zambezi (considerat pels experts com el més salvatge i difícil descens del món); d'haver fet nombroses ascensions a pics de 6.000, 7.000 i 8.000 metres d'altitud (el primer espanyol a pujar el pic Randung-Go, de 6.000 metres; va pujar el sisè pic més alt del món, el Cho Oyu amb 8.201 metres d'altura, en una expedició en la que també va participar Juanito Oiarzabal.